# Swannanoa
Swannanoa is een plaats (census-designated place) in de Amerikaanse staat North Carolina, en valt bestuurlijk gezien onder Buncombe County.

## Demografie
Bij de volkstelling in 2000 werd het aantal inwoners vastgesteld op 4132.

## Geografie
Volgens het United States Census Bureau beslaat de plaats een oppervlakte van
16,6 km², waarvan 16,5 km² land en 0,1 km² water.

## Plaatsen in de nabije omgeving
De onderstaande figuur toont nabijgelegen plaatsen in een straal van 16 km rond Swannanoa.